# Малахув (гміна Конське)
Малахув (пол. Małachów) — село в Польщі, у гміні Конське Конецького повіту Свентокшиського воєводства.